# Hajnalka Kiraly-Picot
Hajnalka Kiraly-Picot (nacida como Hajnalka Király, Veszprém, 2 de marzo de 1971) es una deportista francesa de origen húngaro que compitió en esgrima (hasta 2002 lo hacía bajo la bandera de su país natal), especialista en la modalidad de espada. Está casada con Patrick Picot, campeón olímpico en esgrima.
Participó en dos Juegos Olímpicos de Verano, obteniendo una medalla de bronce en Atenas 2004, en la prueba por equipos (junto con Laura Flessel-Colovic, Maureen Nisima y Sarah Daninthe), y el 11.º lugar en Pekín 2008, en la prueba individual.
Ganó nueve medallas en el Campeonato Mundial de Esgrima entre los años 1993 y 2008, y ocho medallas en el Campeonato Europeo de Esgrima entre los años 1996 y 2010.

## Palmarés internacional
| Representando a Hungría |                             |                   |                    |
| Campeonato Mundial      |                             |                   |                    |
| Año                     | Lugar                       | Medalla           | Prueba             |
| 1993                    | Essen (Alemania)            | Medalla de oro    | Espada por equipos |
| 1994                    | Atenas (Grecia)             | Medalla de plata  | Espada por equipos |
| 1995                    | La Haya (Países Bajos)      | Medalla de oro    | Espada por equipos |
| 1997                    | Ciudad del Cabo (Sudáfrica) | Medalla de oro    | Espada por equipos |
| 2002                    | Lisboa (Portugal)           | Medalla de oro    | Espada por equipos |
| Campeonato Europeo      |                             |                   |                    |
| Año                     | Lugar                       | Medalla           | Prueba             |
| 1996                    | Limoges (Francia)           | Medalla de bronce | Espada individual  |
| 2000                    | Funchal (Portugal)          | Medalla de plata  | Espada por equipos |
| 2000                    | Funchal (Portugal)          | Medalla de bronce | Espada individual  |
| 2001                    | Coblenza (Alemania)         | Medalla de oro    | Espada por equipos |
| 2001                    | Coblenza (Alemania)         | Medalla de bronce | Espada individual  |
| 2002                    | Moscú (Rusia)               | Medalla de oro    | Espada por equipos |
| Representando a Francia |                             |                   |                    |
| Juegos Olímpicos        |                             |                   |                    |
| Año                     | Lugar                       | Medalla           | Prueba             |
| 2004                    | Atenas (Grecia)             | Medalla de bronce | Espada por equipos |
| Campeonato Mundial      |                             |                   |                    |
| Año                     | Lugar                       | Medalla           | Prueba             |
| 2005                    | Leipzig (Alemania)          | Medalla de oro    | Espada por equipos |
| 2006                    | Turín (Italia)              | Medalla de plata  | Espada por equipos |
| 2007                    | San Petersburgo (Rusia)     | Medalla de oro    | Espada por equipos |
| 2008                    | Pekín (China)               | Medalla de oro    | Espada por equipos |
| Campeonato Europeo      |                             |                   |                    |
| Año                     | Lugar                       | Medalla           | Prueba             |
| 2007                    | Gante (Bélgica)             | Medalla de bronce | Espada por equipos |
| 2010                    | Leipzig (Alemania)          | Medalla de bronce | Espada por equipos |